# Развој рекорда светских првенстава на 100 метара за жене
Трка на 100 метара је класична атлетска дисциплина која се налазила на програну свих атлетских такмичења која се одржавају на отвореном од Античке Грчке до данас. Међутим у женској конкуренцији, то се први пут званично догодило на 9. Олимпијским играма 1928. у Амстердаму, и на 2. Европском првенству 1938. у Бечу. Светска првенства су се почела одржавати најкасније, тако да је била на програмима свих светским првенстава на отвореном од 1. Светског првенства 1983. одржаног у Хелсинкију  до данас.
Актуелини рекорд светских пренства на 100 м  износи 10,70, постигнут 21. августа. 1999. у Севиљи а рекордерка је Мерион Џоунс из Сједињених Америчких Држана.

## Рекорди
Закључно са СП 2017. у Лондону, ратификовано је 15 рекорда светских првенстава.
Легенда
| ратификовани рекорди     |
| нератификовани резултати |
| * = изједначен рекорд    |

|     | Резултат | Атлетичарка     | Дат. рођ.                   | Земља            | Место             | Датум            |
| --- | -------- | --------------- | --------------------------- | ---------------- | ----------------- | ---------------- |
| 1.  | 11,26    | Олга Антонова   | 16. фебруар 1960. (23 год)  | Совјетски Савез  | Хелсинки, Финска  | 7. август 1983.  |
| 2.  | 11,24    | Марита Кох      | 18. фебруар 1957. (26 год)  | Источна Немачка  | Хелсинки, Финска  | 7. август 1983.  |
| 3.  | 11,23    | Дијана Вилијамс | 14. децембар 1960. (22 год) | Сједињене Државе | Хелсинки, Финска  | 7. август 1983.  |
| 4.  | 11,15    | Евелин Ешфорд   | 15. април 1957. (26 год)    | Сједињене Државе | Хелсинки, Финска  | 7. август 1983.  |
| 5.  | 11,11    | Евелин Ешфорд   | 15. април 1957. (26 год)    | Сједињене Државе | Хелсинки, Финска  | 7. август 1983.  |
| 6.  | 10,99    | Евелин Ешфорд   | 15. април 1957. (26 год)    | Сједињене Државе | Хелсинки, Финска  | 8. август 1983.  |
| 7.  | 10,97    | Марлис Гер      | 21. март 1958. (25 год)     | Источна Немачка  | Хелсинки, Финска  | 8. август 1983.  |
| 8.  | 10,95    | Хајке Дрекслер  | 16. децембар 1964. (23 год) | Источна Немачка  | Рима. Италија     | 30. август 1997. |
| 9.  | 10,90    | Зилке Гладиш    | 20. јун 1964. (23 год)      | Источна Немачка  | Рима. Италија     | 30. август 1997. |
| 10. | 10,87    | Мерлин Оти      | 10. мај 1960. (33 год)      | Јамајка          | Штутгарт. Немачка | 26. август 1993. |
| 11. | 10,87*   | Гвен Торенс     | 12. јун 1965. (28 год)      | Сједињене Државе | Штутгарт. Немачка | 26. август 1993. |
| 12. | 10,82    | Гел Диверс      | 29. новембар 1966. (27 год) | Сједињене Државе | Штутгарт. Немачка | 26. август 1993. |
| 13. | 10,82*   | Мерлин Оти      | 10. мај 1960. (33 год)      | Јамајка          | Штутгарт. Немачка | 26. август 1993. |
| 14. | 10,76    | Мерион Џоунс    | 12. октобар 1975. (23 год)  | Сједињене Државе | Севиља, Шпанија   | 21. август 1999. |
| 15. | 10,70    | Мерион Џоунс    | 12. октобар 1975. (23 год)  | Сједињене Државе | Севиља, Шпанија   | 21. август 1999. |